# Rückkehr nach Reims
Rückkehr nach Reims (Original: Retour à Reims) ist ein autobiografisch-politisches Buch des französischen Soziologen und Schriftstellers Didier Eribon. Es erschien 2009 auf Französisch und 2016 in der Übersetzung von Tobias Haberkorn auf Deutsch. Das Buch wurde in Frankreich und in Deutschland zu einem Bestseller.
Eribon untersucht die Entfaltung der eigenen Homosexualität im Zusammenhang mit der politischen Kultur seines Herkunftsmilieus der nordfranzösischen Arbeiterschaft. Er erweitert mehrmals die Selbsterforschung, indem er Homophobie und Rassismus seines Herkunftsmilieus mit dem Widerspruch zwischen linkem Selbstverständnis und aktuell rechtem Wahlverhalten verbindet. 
Als Philosoph und Soziologe sucht er eine linke theoretische Perspektive zwischen Sozialdemokratie und dogmatischem Sozialismus. Er integriert Ansätze und Ergebnisse von Pierre Bourdieu, Jean-Paul Sartre, Michel Foucault, Antonio Gramsci, Paul Willis und Stuart Hall, der z. B. mit seiner Analyse des Thatcherismus ebenfalls die Rechtswendung der Wähler durch das Versagen der Linken erklärte. Der Untergang des neue Ansätze zensierenden Marxismus der 60er und 70er Jahre sei eine notwendige Voraussetzung für diese Erweiterung der Perspektiven gewesen.
Der Buchtitel Rückkehr nach Reims wurde als Anspielung auf Gioachino Rossinis Oper Reise nach Reims interpretiert. Womöglich nimmt der Autor durch diesen aber auch Bezug auf die am 17. Januar 1919 von der Comtesse Marguerite de Mun ins Leben gerufene gleichnamige Aktion zur Förderung des Wiederaufbaus der während des Ersten Weltkriegs weitgehend zerstörten Stadt. In dem auf Deutsch im Oktober 2017 erschienenen Buch Gesellschaft als Urteil. Klassen, Identitäten, Wege schließt er an Rückkehr nach Reims an. Seine Mutter ist erneut Thema in seinem Buch Vie, vieillesse et mort d’une femme du peuple (2023, deutscher Titel 2024 Eine Arbeiterin. Leben, Alter und Sterben).

## Inhalte

### Wiederbegegnung und Herkunftsscham
Man komme mit einer sozialen Vergangenheit zur Welt und konstruiere seinen Lebenssinn in einem milieugebundenen Narrativ: Die Klassenposition determiniere den Rahmen der individuellen Entwicklung. Prägende Faktoren der Herkunft lassen sich seiner Meinung nach daher nicht aus der Biografie ausschließen, sondern nur „einbauen“. „Von Geburt an tragen wir die Geschichte unserer Familie und unseres Milieus in uns, sind festgelegt durch den Platz, den sie uns zuweisen.“ Eribon wendet sich daher gegen die neoliberalen Mythen des Individualismus und der Chancengleichheit, die durch das „soziale Kapital“ der Oberschicht (Strategien, Verbindungen, Vorbilder) faktisch aufgehoben würden.
Er habe die „soziale Scham“ der Herkunft aus der Unterschicht tiefer gespürt als die sexuelle Scham der Abweichung von Heteronormen wegen seiner Homosexualität. In Paris habe er zwar immer wieder Situationen von Diskriminierung und Gewalt erlebt, aber z. B. eine gehobene Sprache und das Interesse an Kunst und Musik habe er erst spät und mit großen Anstrengungen lernen müssen.

### Scham der homosexuellen Abweichung
Homosexualität sei nur die vordergründige Ursache des Bruchs mit dem homophoben Milieu seiner Familie. Der wesentliche Faktor sei dagegen seine Bildungsorientierung, die durch seine Homosexualität verstärkt wurde. Prägend sei hierbei ein Oberschicht-Jugendfreund und heimlich Angebeteter gewesen. Im Gegensatz hierzu stehe aber auch bei ihm seine fast erfolgreiche Selbstexklusion aus der Schule, und damit eine fast auch für ihn wirksam gewordene übliche Schulkarriere seiner Alters- und Milieugenossen.

### Selbstreproduktion der Unterordnung
Bildung wirke als Distinktionsmerkmal und Ausschlussprinzip, die nur oberflächlich betrachtet allen Gesellschaftsteilen gleichermaßen zuteil würde: „Die schulische Selektion basiert oft auf Selbstexklusion und Selbsteliminierung, die Betroffenen reklamieren ihren Ausschluss als Resultat ihrer eigenen Wahlfreiheit, ihrer Autonomie. Eine lange Schulzeit ist ‚nur was für die anderen‘, nur für Schüler, ‚die es sich leisten können‘ und die zufälligerweise meistens auch diejenigen sind, die ‚mehr Lust aufs Lernen‘ haben.“ Diese Selbsteliminierug resultiert in einem Stolz von Unterschichtkindern auf die Verweigerung des sozialen Aufstiegs. So sei die Freude am Lernen und an Bildung „schließlich nicht in der ganzen Gesellschaft gleich verteilt, sie korreliert im Gegenteil besonders stark mit der gesellschaftlichen Umgebung und der sozialen Zugehörigkeit.“ Um diese „Logik der Selbstverständlichkeiten [...] und die ungerechte Chancenverteilung zu erkennen“, müsse man, „wie ich es getan habe, die Demarkationslinie überschreiten und von einem Lager ins andere wechseln.“

### Politisches Bewusstsein der Unterschichten
Die Selbstzuordnung zu einem sozialen Lager erfolge pragmatisch aus dem Alltag, was aber nicht mechanisch mit der Zuordnung zu einem politischen Lager verbunden sei. Eribon erklärt den Wechsel der „populären Klassen“ von der Linken in das Lager der Rechten unter anderem mit einem tiefsitzenden, ursprünglichen, spontan im sozialen Milieu entstehenden Nationalismus und Rassismus. Der Chauvinismus und die Homophobie männlicher Arbeiter könne als Teil des männlichen Ringens um einen fragilen, gefährdeten Stolz verstanden werden.
Eribon beschreibt am Beispiel seiner Eltern, dass das Linkssein der unteren Schichten darin bestanden habe „ganz pragmatisch das abzulehnen, worunter man im Alltag litt. Es ging um Protest, nicht um ein von globalen Perspektiven inspiriertes politisches Projekt.“ Durch die Wandlung der linken politischen Kräfte, die „fortan nicht mehr die Sprache der Regierten, sondern jene der Regierenden“ gesprochen hätten, sei eine Lücke der politischen Repräsentation der unteren Schichten entstanden, die von rechts gefüllt werden konnte: „Wer erfüllt heute die Funktion, die damals ´die Partei´ innehatte? Von wem dürfen sich die Ausgebeuteten und Schutzlosen heute vertreten und verstanden fühlen? An wen wenden und auf wen stützen sie sich, um politisch und kulturell zu existieren, um Stolz und Selbstachtung zu empfinden, weil sie sich legitim, da von einer Machtinstanz legitimiert, fühlen?“
Es sei naiv, dem Arbeitermilieu eine automatische Linksorientierung zu unterstellen: Das „spontane Bewusstsein“ sei immer widersprüchlich und labil und werde erst durch eine bestimmte begriffliche Strukturierung zu einer linken oder rechten politischen Orientierung. Der Diskurs der Rechten habe das spontane Bewusstsein der populären Schichten geschickt angesprochen und sie mit neuen, eher inkompatiblen Schichten zu einem neuen Historischen Block geformt. Den politischen Rechtsschwenk verstehe er auch als eine Bewegung der Notwehr, der Verteidigung der Würde und des Stolzes in einem nun nationalen „Wir“. Ohne dieses Verständnis der Logik bzw. der Mechanismen der spontanen Selbstreproduktion der Unterordnung sei eine Änderung des politischen Klimas nicht möglich.

### Verantwortung der Linken
Der Attraktivität der Rechten erkläre sich aus dem Versagen der Linken, ihrer Hinwendung zur neoliberalen Politik. Die reale Ausbeutung sei zusammen mit den Begriffen der Klasse und der Interessen aus dem Vokabular der Linken verschwunden: „Es ist mir völlig unbegreiflich, wie die extreme Härte solcher Arbeitsformen und der Protest gegen sie [...] aus der Vorstellungswelt und dem Vokabular der Linken verschwinden konnten, obwohl gerade hier die konkrete Existenz der Menschen – ihre Gesundheit zum Beispiel – auf dem Spiel steht.“ Die Klassenverhältnisse würden nicht mehr als Krieg der Oberen gegen die Unteren analysiert – der neokonservative Diskurs des Individualismus sei sogar von Teilen der Linken übernommen worden: „Die sozialistische Linke unterzog sich einer radikalen, von Jahr zu Jahr deutlicher werdenden Verwandlung und ließ sich mit fragwürdiger Begeisterung auf neokonservative Intellektuelle ein, die sich unter dem Vorwand der geistigen Erneuerung daranmachten, den Wesenskern der Linken zu entleeren. Es kam zu einer regelrechten Metamorphose des Ethos und der intellektuellen Koordinaten. Nicht mehr von Ausbeutung und Widerstand war die Rede, sondern von ´notwendigen Reformen´ und einer ´Umgestaltung´ der Gesellschaft. Nicht mehr von Klassenverhältnissen oder sozialem Schicksal, sondern von ´Zusammenleben´ und ´Eigenverantwortung´.“
Die politische Linke konnte sogar durch neoliberale Parolen mit ihrem Einverständnis nach rechts gedrängt werden: „Im Namen einer vermeintlich notwendigen ´Individualisierung´ (oder Entkollektivierung, Entsozialisierung), die das Arbeitsrecht, die sozialen Sicherungssysteme und allgemeiner die Mechanismen der gesellschaftlichen Solidarität und Umverteilung betraf, wurde im gleichen Zug der Rückbau des Wohlfahrtsstaates legitimiert. Ein Gutteil der Linken schrieb sich nun plötzlich das alte Projekt des Sozialabbaus auf die Fahnen, das zuvor ausschließlich von rechten Parteien vertreten und zwanghaft wiederholt worden war (´Eigenverantwortung´ vs. ´Kollektivismus´ usw.).“
Eine Umkehrung des Trends sei nur möglich, wenn die Linke es wieder lerne, um politisches Bewusstsein und den Aufbau einer linken Hegemonie zu kämpfen. Wesentlich sei eine Neu-Strukturierung des labilen spontanen Bewusstseins: oben und unten, rechts und links seien wichtigere politische Kriterien als die Unterscheidung nach Ethnien oder Hautfarbe oder Geschlecht. Den spontanen Erzählungen von unten (Chauvinismus, Rassismus, Patriarchalismus, Homophobie...) müsse ein kohärenter linker Diskurs entgegengesetzt werden.

## Deutschsprachige Rezeption
Gustav Seibt vermerkt in der Süddeutschen Zeitung, dass Eribon nicht nur von sich und seiner Familie erzähle. Er erzähle auch die Geschichte des französischen Proletariats, das ziemlich umstandslos von einem „verknöcherten Kommuismus und einem schicken Sozialismus“ übergelaufen sei zu einer „altneuen, sehr lebfrischen Rechten“. Die Hauptschuld daran habe eine Linke, die seit den 1980er Jahren ihren Klassenstandpunkt verraten habe, neoliberal und reformistische geworden sei und zur herrschenden Klasse übergelaufen und damit Teil von ihr geworden sei. Gegen eine solche „Kaviarlinke“ zu stimmen und „rechts“ zu wählen sei dann „reaktiv eine neue, letzte Gestalt des Klassenkampfs, gerade in der Aufkündigung einer rhetorisch gewordenen Moralität.“
Enrico Eppolito hält Eribon im Spiegel am 3. Juni 2016 für einen „der wichtigsten Intellektuellen Frankreichs“. Eribon fühle sich dem Linkssein nahe und sehe sich in seiner Teenagerzeit als Marxist. Zusammen mit Édouard Louis (Jahrgang 1992) und Geoffroy de Lagasnerie (Jahrgang 1981) bilde Eribon (Jahrgang 1953) eine Trias französischer Intellektueller aus verschiedenen Generationen, die „eine neue Leseart von Linkssein [entwickeln] und [...] sich zwischen Philosophie, Soziologie und politischer Theorie“ bewegen.
Tilman Krause äußert in Die Welt am 18. Juli 2016 Respekt vor der existenziellen Wucht dieses Buchs: „Lange nichts gelesen, was so anregt, zu Zustimmung, zu Widerspruch.“ Eribon sei ein Meinungsführer in der Nachfolge seiner Vorbilder Bourdieu und Foucault. Seine Selbstbefragung schreibe er in einer überwiegend cartesianisch klaren Sprache, „nur wenn es um die Erfolge des Front National geht, rutscht der Autor in furchtbares Soziologenchinesisch ab.“
Er male sich mit seiner „Sozialisationszergliederung“ aber auch die „entsprechenden Feindbilder“ eines Bürgertums, das so auch „ein russischer Komsomol anno 1917“ hätte beschreiben können. Außerdem erwähne er zwar die mit seiner homophoben Umgebung verbundenen Leiden, nicht aber die „Privilegien, die mit gelebter Homosexualität in Metropolen auch verbunden sind, [da] er ohne seine in der schwulen Subkultur geknüpften Kontakte beruflich niemals da wäre, wo er heute ist – das erstaunt.“ Man werde den Verdacht nicht los, dass Eribon hier an einem sozialromantischen Topos festhalte: „Einmal Paria, immer Paria.“
Christiane Müller-Lobeck las für Die Tageszeitung (22. Juli 2016) ein Buch, „das man nicht aus der Hand legen kann, das einem die Augen öffnet.“ Die große Aufmerksamkeit für diese Veröffentlichung führt sie auf den „Erklärungshunger der hiesigen Öffentlichkeit“ zurück, als hätte Eribon „es eigens anlässlich der letzten AfD-Wahlerfolge und der Brexit-Abstimmung geschrieben.“ Aber die lobende Erwähnung der stalinistischen Kommunistischen Partei Frankreichs der 1960er und 1970er Jahre verwundere, die die Abwendung der Arbeiter durch ihre Politik ja auch verursacht haben könnte.
Robin Celikates lobt in der Neuen Zürcher Zeitung am 6. August 2016 an dem Buch, „dass es sich letztlich nicht um seinen Autor dreht, sondern um eine soziale Realität.“ Eribon antworte damit auch auf das Versagen der französischen Linken, die das Milieu der Arbeiter mit seinen Lebensängsten und -erfahrungen ignoriert und die Unterschichten so den rechtsextremen Populisten des Front National überlassen habe.
Peter Rehberg konstatiert in Der Freitag am 21. Dezember 2016, dass das Buch in Deutschland eine größere Aufmerksamkeit als in Frankreich bekommen habe: „Als die deutsche Übersetzung im vergangenen Sommer, kurz nach dem Brexit, mitten im Trump-Jahr, erschien, wurde sie hier als nahezu prophetisch aufgefasst.“ Eribon habe zum richtigen Zeitpunkt eine Antwort angeboten: „Den Sieg der Rechten interpretiert er als ein Versagen der Linken. Verraten von einer marktkonformen Sozialdemokratie, fühlten sich die Arbeiter nicht länger als Klasse vertreten. Ihre Identität suchten sie nun wieder in der ´Nation´. [...] Diese knackige These machte, in ihrer verkürzten Form, Eribon zum Intellektuellen der Stunde, zum meistzitierten und meistbefragten Denker des Jahres 2016.“ Indem Eribon die Fragen der sozialen und sexuellen Scham kausal miteinander verbinde, werde er zu einem hochpolitischen Autor: Man könne seine Erzählung als einen Vorschlag verstehen, „die Scham zum Ausgangspunkt neuer Koalitionen zu machen.“
Rüdiger Schaper meint im Tagesspiegel am 2. Januar 2017, „es war das Buch des Jahres 2016, und es wird auch 2017 ein Buch sein, das viele Menschen lesen, um sich und die Welt zu verstehen. [...] Nach der Lektüre fühlt man sich klüger, aber nicht glücklicher.“ Als Dozent der Soziologie, die sich oft eines abgehobenen Jargons bediene, sei sein Buch leider auch nicht ganz frei von einem „Denkstil, der Menschen zu Objekten macht.“
In einem Debattenbeitrag für die Die Tageszeitung bewertet Rudolf Walther die Rezeption des Bestsellers in fast allen Feuilletons deutscher Zeitungen als Fehleinschätzung: Aus „der sehr privaten Autobiografie und Familiengeschichte eines jungen Mannes“ sei von den Rezensenten ein politisches Buch gemacht worden. Mit der von Eribon erzählten Familiengeschichte habe das wenig, mit der Familie Le Pen und der Propaganda des FN dagegen viel zu tun. Deren Gründer, Jean-Marie Le Pen habe das Gerücht, der Front National sei die Partei der Arbeiter und Arbeitslosen, schon Ende des letzten Jahrhunderts propagandistisch ins Spiel gebracht. Eribons Autobiografie beanspruche überhaupt nicht, das Wahlverhalten in seiner Familie auf die französische „Arbeiterklasse“ hochzurechnen. Doch ganz unbeteiligt sei der Autor nicht am „Missbrauch seines Buches“. Er dekoriere seine Geschichte der „Transformationsprozesse des Selbst“ gern mit „sozialwissenschaftlichen Girlanden“.
In einem Buchbeitrag zum Thema Gegenwartsdiagnosen ordnet Sina Farzin Eribons Buch in den Grenzbereich zwischen soziologischer und literarischer Publikation ein. „Die Referenzen auf die Gattung Roman und das Genre Autobiographie setzen einen literarischen Rahmen, die Verweise auf die nonfiktionale Grundlage und die soziologisch gesättigte Reflexion untermauern den wirklichkeitserschließenden, sozialwissenschaftlichen Anspruch.“

## Film
- Rückkehr nach Reims, 2020, Regie Jean-Gabriel Périot, deutsche Sprecherin Nina Hoss, 83 Minuten, Prod. u. a. Arte France Cinéma[36]